# Cheilanthes similis
Cheilanthes similis là một loài dương xỉ trong họ Pteridaceae. Loài này được Ballard mô tả khoa học đầu tiên năm 1957.
Danh pháp khoa học của loài này chưa được làm sáng tỏ. 